# Малый Бельт
Малый Бельт (дат. Lillebælt) — пролив между островами Фюн и Эрё на востоке и островом Альс и полуостровом Ютландия на западе. Соединяет Балтийское море и пролив Каттегат.

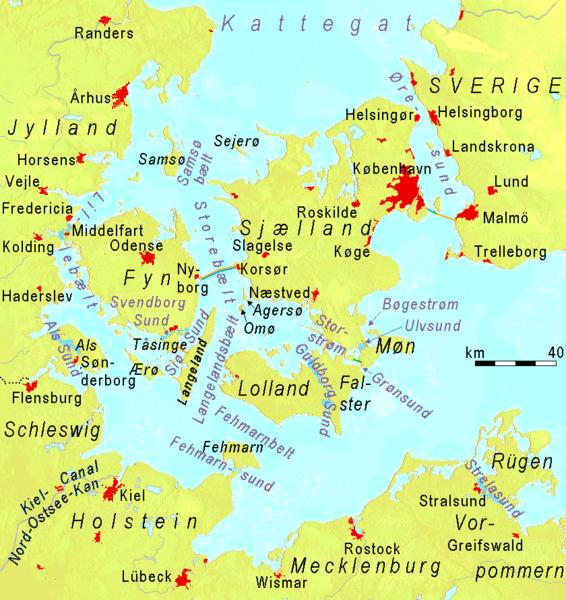

Длина пролива составляет 50 километров, ширина изменяется от 800 метров до 28 километров, наименьшая глубина на фарватере — 12 метров, максимальная — 75 метров.
Через пролив перекинуты два моста, которые называются Старый мост и Новый мост.
Согласно ЭСБЕ: «В военной истории замечателен переход шведского короля Карла X по льду Б.; 30 января 1658 король отправился из деревни Гейльса, лежащей в 15 км к ЮВ от Кольдинга, к острову Брандсё, оттуда к мысу Бедельсборгговеду на остров Фионии, он направился 5 и 6 февраля по льду Большого Б. к Лангеланду, а оттуда через Лаланд и Фальстер в Фордингборг на острове Зеландии».
В «Песне немцев» упомянут как северный предел Германии.